# A Fővárosi Állat- és Növénykert Dombháza
A modern Dombház a budapesti Fővárosi Állat- és Növénykert egyik épülete.

## Története
A Dombház egyike az Állatkert újabb épületeinek. Kis Péter tervei alapján 2003–2004 között épült a sisakos kazuárok és a kistestű Parma-kenguruk számára a régi Kis-tó helyén, a Kós-madárház, a Fácánház és a Nagy-tó közötti részen. 2004 folyamán környezetében teknős-tó és egy új, kis patak került kialakításra.
A kifutókban nyugati szürke óriáskenguru (kormos kenguruk) is kerültek (Dominó és Hamlet nevezetűek).
Különlegessége, hogy a kifutók részben a mesterséges domb alatt helyezkednek el, így az esztétikus látvány mellett térkihasználtság szempontjából is előnyös, ráadásul megnyílt a kilátás a vízimadarakat bemutató Nagy-tóra. Az átvágott dombon út vezet keresztül, amely a Kissziklát és a Kós-madárházat köti össze.